# Erin Pinheiro
Erin Pinheiro (São Vicente, 25 de julho de 1997) é um futebolista profissional cabo-verdiano que atua como meia.

## Carreira
Erin Pinheiro começou a carreira no Saint-Étienne.